# Nina Lobkóvskaia
Nina Alekséievna Lobkóvskaia (en rus: Нина Алексеевна Лобковская) (Fiódorovka, óblast de Kharagandí, RSSA Kazakh, 8 de març de 1924) va ser una militar kazakh d'origen rus, franctiradora de l'Exèrcit Roig durant la Segona Guerra Mundial. Va aconseguir el grau de tinent i, durant el conflicte, va comandar una companyia separada de dones franctiradores del 3r Exèrcit de Xoc. Va ser ferida dues vegades i va matar 89 persones al llarg de la guerra.

## Orígens
Va néixer el 8 de març de 1924 a Fiódorovka, municipi de l'óblast de Kharagandí, República Socialista Soviètica Autònoma Kazakh, en una família russa, sent la més gran de cinc fills. La seva mare va ser mestra d'escola i el seu pare enginyer de mines. Tots ells es van traslladar a la RSS del Tadjikistan a la dècada de 1930 a causa de la mala salut del seu pare, amb l'esperança que un clima més càlid el beneficiés. Va completar el desè grau d'escola i va assistir a cursos de tir per millorar la punteria a l'OSOAVIAKhIM, abans d'unir-se voluntària a l'Exèrcit Roig, però somiava en estudiar a la universitat. Tot i que la guerra no va tenir lloc a la RSS de Tadjikistan, moltes persones que hi vivien van ser enviades al front de guerra i els soldats ferits retornats per recuperar-s'hi. El seu pare va anar al front l'any 1942, on va ser metrallador abans de morir en combat. Inicialment, va estudiar a l'Institut Mèdic de Stalinabad i va atendre els ferits en un hospital. El desembre de 1942 va ingressar a l'Exèrcit Roig i, després d'escoltar les proclames del Komsomol als joves demanant-los que s'incorporessin a l'exèrcit, ella i la seva amiga Olga Marienkina es van presentar a l'escola de franctiradors, que tenia cursos separats per a dones, i que més tard es van convertir en l'Escola d'Entrenament Central de Dones Franctiradores. L'agost de 1943 es va graduar després d'experimentar uns cursos molt intensos: passaven deu a dotze hores al dia entrenant al fred, aprenent a arrossegar-se per les trinxeres, camuflar-se i disparar a objectius en moviment.

## Trajectòria de combat
A mitjans de 1943 va anar al front com a part d'un grup de 50 dones franctiradores assignades a la 21a Divisió de Guàrdies Fusellers del 3r Exèrcit de Xoc al Front de Kalinin. En lloc de dividir-se entre diferents divisions, van formar una companyia separada, que es va dividir en tres grups, i després els franctiradors es van posar en parelles. Lobkóvskaia va ser emparellada amb Vera Artamonova, i el 10 d'agost va matar el seu primer soldat enemic. Després de romandre amb la 21a Divisió durant un temps, algunes de les franctiradores van ser convidades a una manifestació de franctiradors, on estaven presents alguns companys d'armes famosos com Mikhail Budenkov i Stepan Petrenko. Després de la manifestació, i juntament amb diverses franctiradores, se li va encarregar l'entrenament d'altres franctiradors, mentre que la resta de franctiradores del grup van ser enviades a la 357a Divisió de Fusellers. Després d'entrenar els franctiradors, també van ser enviades a la 357a Divisió, on les defenses soviètiques mantenien la línia al gran nus ferroviari de Novosokolniki. A causa de les condicions del camp de batalla, era difícil anar a la caça de franctiradors, i sovint passava setmanes sense disparar a mort.
Després de la batalla, la companyia va ser traslladada al 153è Regiment de Reserva de l'Exèrcit i es va encarregar d'ajudar a protegir part de la línia Rastrubovo-Sviatoi-Kleshi a l'ofensiva de Nével. Després de la batalla van ser retornats a la 21a Divisió de Guàrdies Fusellers i van utilitzar llançaflames per vigilar i evitar que les forces enemigues els capturessin. Després van ajudar a defensar una unitat de llançaflames per repel·lir els contraatacs nazis i van mantenir la seva posició davant el foc enemic i els atacs aeris. Segons va declarar després, es va tractar de la pitjor batalla de la seva vida. Per la seva heroica defensa de Nével, la divisió va rebre el nom de «Nevélskaia».
Després d'un altre registre de franctiradors, va ser nomenada comandant d'un escamot, que va rebre reforços abans d'unir-se al 1253è Regiment de la 379a Divisió d'Infanteria. Més tard va participar en un duel de franctiradors amb un oficial alemany que estava entrenant els seus subordinats per atacar els franctiradors soviètics, però tot i haver estat ferida de bala va guanyar el duel.
Després de l'operació ofensiva de Nével, el front de Kalinin va ser rebatejat com a 1r Front Bàltic, i el 3r Exèrcit de Xoc es va traslladar al 2n Front Bàltic. L'octubre de 1944, la companyia de franctiradors va ser enviada de nou a la 21a Divisió de Guàrdies Fusellers, que lluitava a la ciutat letona de Dobele. Durant una de les batalles, la seva companya Antonina Boikova va ser assassinada per foc de metralladora i la mateixa Lobkóvskaia va resultar ferida.
El desembre de 1944, després que Riga fos alliberada per l'Exèrcit Roig, el 3r Exèrcit de Xoc va ser traslladat al 1r Front de Bielorússia i després va participar en l'ofensiva del Vístula-Oder, alliberant Polònia. Les franctiradores van participar en l'alliberament de Varsòvia i van continuar avançant cap a l'oest, marxant 400 quilòmetres en dues setmanes.
El febrer de 1945 va ser nomenada comandant d'una companyia separada de franctiradores del 3r Exèrcit de Xoc. La companyia va lluitar en batalles a la zona de Dramburg, on una gran formació nazi va intentar sortir de l'encerclament, però la companyia de franctiradores va ser introduïda, juntament amb altres unitats, per evitar que treenquessin el cercle. Posteriorment, se'ls va encarregar de mantenir un tram de carretera. El 3 de març, la seva companyia es va adjuntar a una unitat de reflectors formada per operadores, on van aprendre a operar amb reflectors i van ajudar a altres dones a col·locar-los durant una batalla quan estaven sota un fort foc d'artilleria. Després que el 3r Exèrcit de Xoc va trencar la línia Oder-Neisse, la seva companyia es va retirar del front per vigilar el quarter general de l'exèrcit.

## Vida civil
El juny de 1945 se la va convidar a Moscou per a una reunió del Komsomol de soldats de primera línia. Aleshores, es va inscriure a la facultat d'història de la Universitat Estatal de Moscou, però com que encara estava en actiu, va haver de tornar a Alemanya i esperar que la desmobilitzessin a l'octubre abans de poder començar els estudis a Moscou. Va deixar l'exèrcit amb el grau de tinent. Després de graduar-se, va treballar com a professora al Museu Central de V.I. Lenin de Moscou, i el 1974 va rebre el títol de Treballadora Honorífica de la Cultura de la RSFSR. Després de jubilar-se es va convertir en pensionista personal. La data de la seva mort segueix sent desconeguda.